# Nádraží Veleslavín metróállomás
Nádraží Veleslavín egy metróállomás Prágában a prágai A metró vonalán.

## Szomszédos állomások
A metróállomáshoz az alábbi állomások vannak a legközelebb:
- Bořislavka (Depo Hostivař)
- Petřiny (Nemocnice Motol)

## Átszállási kapcsolatok
| A (Nemocnice Motol ↔ Depo Hostivař) |                                       |                         |
| Állomás                             | Átszállási kapcsolatok                | Fontosabb létesítmények |
| Nádraží Veleslavín                  | 142, 910 59 20, 26, 91 R24 R45 S5 S54 | Praha-Veleslavín        |